# 8 mm-es film

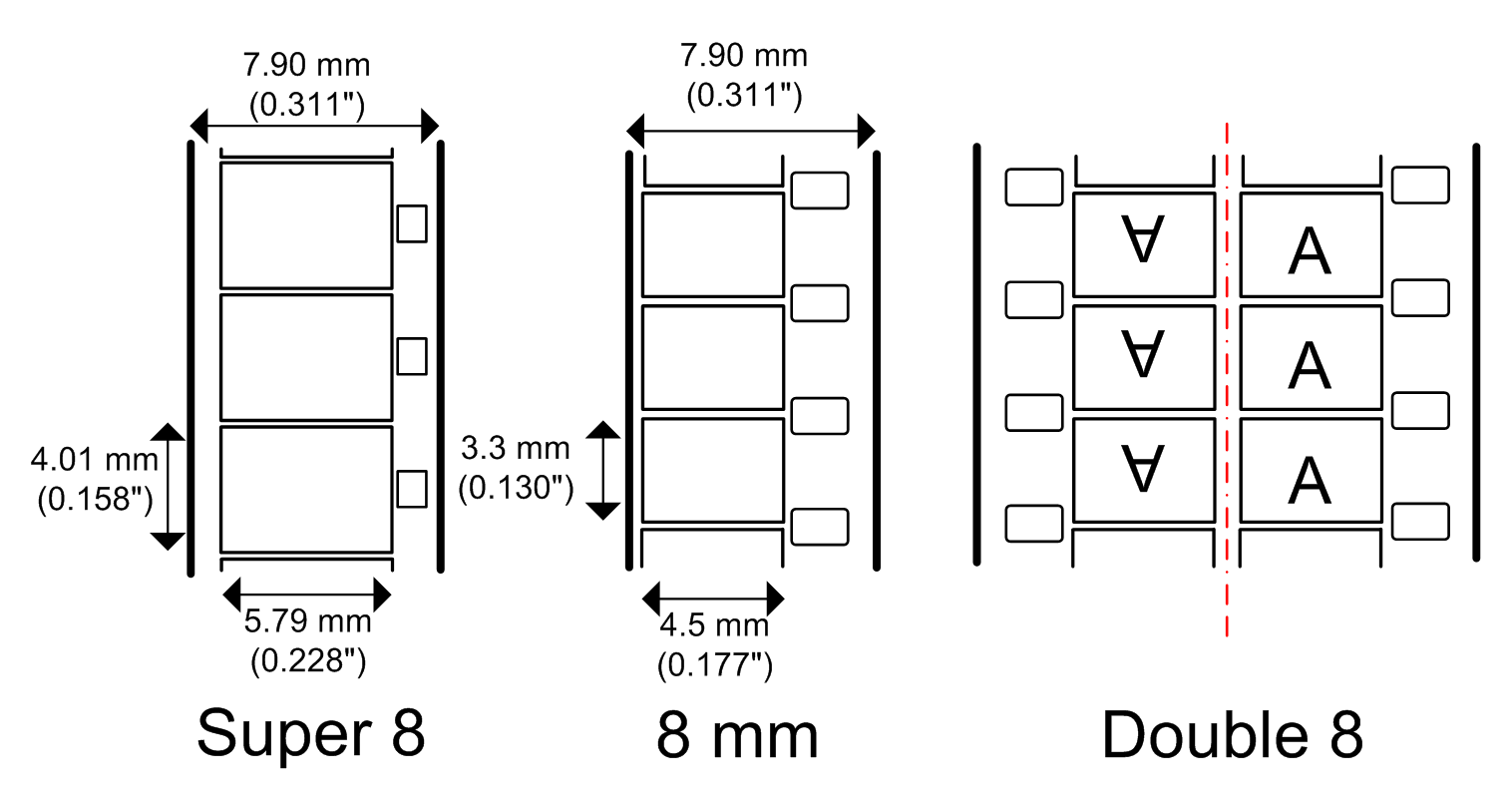
Szuper 8, normál 8-as és kétszer 8-as film

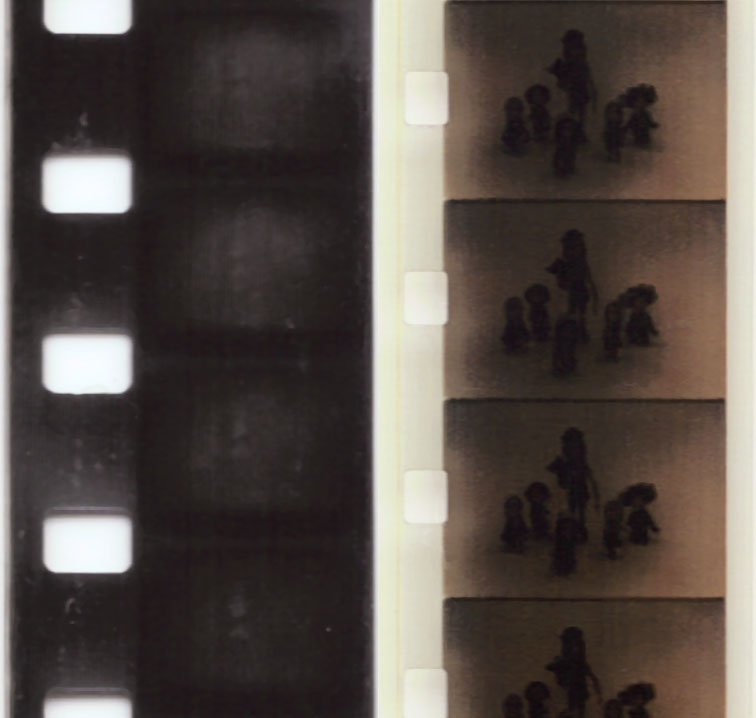
Normál nyolcas és szuper nyolcas összehasonlítása

8 mm-es film mozgófilm készítésére kifejlesztett formátum, amelynél a filmszalag szélessége 8 milliméter. Az eredetijét szimpla és kétszer 8-as formátumban gyártották. Később megszületett a Super 8-as; amely szintén készült szimpla és dupla változatban, kisebb perforációval A dupla 8-as nyersanyag valójában 16 mm széles volt, amelyet a feldolgozásnál hosszában ketté kellett vágni. Az ábrán látható, hogy az egyik kép (az A betű jelzi) a másikhoz képest fejjel-lefelé áll. Ennek magyarázata, hogy az egyik irányban leexponált filmet meg kellett fordítani, és szalag ilyenkor visszafelé futott a felvevőgépben.
Tekintettel arra, hogy a nyers film előhívás előtt átlátszatlan, az orsót a felvevőgépbe lehet helyezni még világosban is; csak a film eleje kap fényt, az alsóbb rétegeket az előhívatlan film menetei eltakarják.

## Normál 8-as
A normál 8-as formátumot az Eastman Kodak fejlesztette ki, a gazdasági világválság éveiben, ezért csak 1932 után hódította meg a piacokat, főként amatőrfilmes felhasználásra. Erre a célra sokkal olcsóbb volt, mint elődje, a 16 mm-es film. A filmszalag azonos a 16 mm-es filmmel, azonban kétszer annyi perforációt tartalmaz (képenként egyet). A film hosszában először az egyik oldalt exponáljuk. Utána az orsót megfordítva a filmszalag másik oldalát is végigexponáljuk. Az előhívás után a filmet hosszában ketté kell vágni. Az így kapott két szalagot egymás után kell ragasztani, hogy folytonos 8 mm-es film váljék belőle. Emiatt az eljárás miatt nevezik kétszer nyolcasnak. A vetítési idő négyszeres a 16 mm-es filmhez viszonyítva. A képméret 4,8 mm × 3,5 mm, és a filmszalag minden méterén 264 kép látható. A képfrekvencia általában 16 másodpercenként. Az amatőrfilm játékideje 3-tól 4,5 percig terjed, a választott képfrekvenciától függően (12, 15, 16, 18)
A Kodak beszüntette a normál nyolcas eladását a kilencvenes évek elején, de vállalja az elkészült filmek feldolgozását. Fekete-fehér filmet jelenleg is gyártanak Csehországban, és számos vállalat készít 8 mm-es filmet úgy, hogy a 16 mm-es filmet újraperforálja, és 7,6 méter (25 láb) hosszra vágja. Különleges felkészültségű laboratóriumok képesek már legyártott 16 mm-es, sőt, 35 mm-es filmből is normál nyolcast készíteni.

## Szuper 8-as
A Szuper 8-as filmet 1965 óta készítik amatőrfilmes célokra. Ez a formátum jobb képminőséget képes visszaadni, és a kezelése is könnyebb, mert kazetta-töltésként hozzák forgalomba. Ezt a filmet nem kell megfordítani, mint a kétszer nyolcast. Hibájául rótták fel, hogy a filmkapu műanyagból készül – a normál nyolcasnál fémből készült – a beépített rögzítő lemez nem képes a filmet tökéletesen sávon tartani (és fókuszban tartani). Mindamellett, a súrlódástól ezek a műanyag lemezek néha megolvadtak. A jelenség különösen a hangosfilmfelvételeknél kritikus, a hangosfilm ugyanis vékonyabb. A mágnes hangsáv a filmszalag szélére kerül. Ez a fajta film az eladások 5 – 5 százalékát érte el, és a kilencvenes években megszűnt.
Az elmúlt években még egyszer magához tért a szuper 8-as film, mert készletek maradtak raktáron, és terjedni kezdett a digitális képrögzítés. A kétféle technológia meg választást kínált, például olyan formában, hogy az eredetit szuper 8-asra forgatták, majd telecine eszközzel átírták digitális hordozóra. Ezáltal a film szerkesztése (a vágás) jelentősen könnyebbé vált, .

## Egyszer 8-as
Az egyszer 8-as (single 8) filmet a Fuji mutatta be még 1965-ben, azonos méretekkel, de eltérő formájú kazettában. Az addigi koaxiális felépítéstől eltérően ez a kazetta két orsót tartalmazott egymás fölött.

## Straight 8
Egyszerű 8-as
Több kameragyártó cég választékában jelent meg 8 mm-es film kazettában, vagy orsón, hasonlóan a Kodachrome filmhez, kétszer nyolcas változatban is. Az Egyesült Államokon kívül az Agfa és a Svema készített ilyet, fordítós filmként.

## Lásd még
- Avrora–10
- en:List of film formats Filmformátumok listája
- en:List of silent films released on 8 mm or Super 8 mm film 8mm-es formátumban forgalmazott filmek
- en:Zapruder film A Zapruder-film